# Jürgen Kuczynski

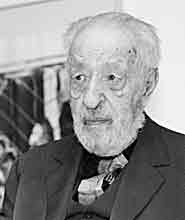
Jürgen Kuczynski (1997)

Jürgen Kuczynski (* 17. September 1904 in Elberfeld (jetzt Wuppertal); † 6. August 1997 in Berlin) war ein deutscher Wirtschaftshistoriker und Wirtschaftswissenschaftler.

## Leben

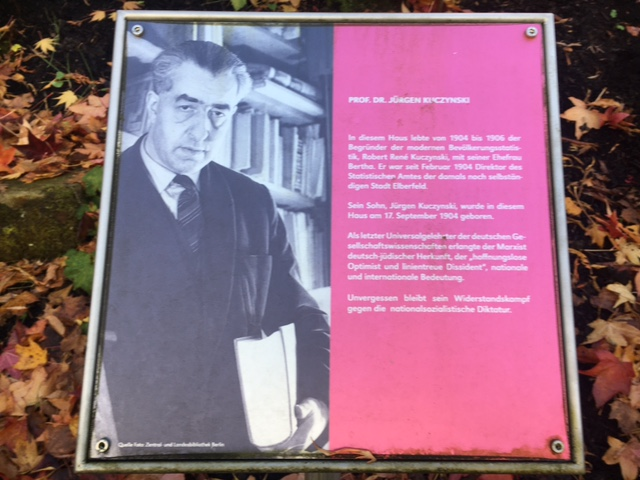
Gedenktafel am Geburtshaus in Wuppertal

Jürgen Kuczynski wurde als eines von sechs Kindern des Statistikers Robert René Kuczynski und der Malerin Berta Kuczynski, geb. Gradenwitz in eine wohlhabende jüdische Familie geboren. Er studierte an den Universitäten Erlangen, Berlin und Heidelberg Philosophie, Statistik und Politökonomie, wurde 1925 in Erlangen promoviert und war ab 1926 Forschungsstudent in den USA. 1929 kehrte er nach Deutschland zurück und lebte fortan in Berlin. Seit 1930 war er KPD-Mitglied. Er war Redakteur der Roten Fahne und erstellte wirtschaftspolitische Analysen.
1936 verließ Kuczynski das nationalsozialistische Deutschland und ging nach England ins Exil. Dort wurde er vom US-amerikanischen Geheimdienst Office of Strategic Services (OSS) als Statistiker rekrutiert. Nach Ausbruch des Zweiten Weltkriegs wurde er – wie viele andere Emigranten – als unerwünschter Ausländer interniert.
Kuczynski gelang es, den Kernphysiker Klaus Fuchs für den sowjetischen Militärnachrichtendienst GRU zu gewinnen. Seine Schwester Ruth Werner wurde dessen Führungsoffizier.
Im Juni 1943 gründete Kuczynski in London den Initiativausschuss für die Einheit der deutschen Emigration, der am 25. September 1943 zur Gründung der Freien Deutschen Bewegung in Großbritannien führte. Bis zum Sommer 1944 war er Mitglied der Leitung der KPD-Emigrantenorganisation in Großbritannien, dann wurde er aus dieser Position nach einer Auseinandersetzung mit Kurt Hager entfernt. Er arbeitete auch für den Deutschen Freiheitssender 29,8.
Ende 1944 erarbeitete er Analysen der wirtschaftlichen Auswirkungen der alliierten Bombenangriffe für den United States Strategic Bombing Survey (USSBS).
Kuczynski kehrte als US-Oberstleutnant im Auftrag des USSBS 1945 nach Deutschland zurück, um wichtige Dokumente der deutschen Rüstungsproduktion sicherzustellen. In Heidelberg nahm er persönlich den I.G.-Farben-Chef Hermann Schmitz fest.
Noch 1945 wurde er Präsident der Zentralverwaltung für Finanzen in der Sowjetischen Besatzungszone. 1946 wurde er Mitglied der SED. Im gleichen Jahr wurde er auf den Lehrstuhl für Wirtschaftsgeschichte an der Berliner Universität berufen und leitete bis 1956 das dortige Institut für Wirtschaftsgeschichte. Am 30. Juni 1947 wurde er zum ersten Vorsitzenden der Gesellschaft zum Studium der Kultur der Sowjetunion (Vorläufer der Gesellschaft für Deutsch-Sowjetische Freundschaft DSF) gewählt. 1950 hatte die in der stalinistischen Sowjetunion laufende antisemitische Kampagne Kuczynskis Entfernung aus dieser Position zur Folge. Von 1949 bis 1958 war er Mitglied der Volkskammer.
Zugleich war er einer der prominentesten und produktivsten Wissenschaftler der DDR. 1955 war er Begründer und Leiter der Abteilung Wirtschaftsgeschichte im Institut für Geschichte der Akademie der Wissenschaften bzw. des dann auf ihn zugeschnittenen Instituts für Wirtschaftsgeschichte.
Am 19. März 1964 trat Kuczynski als Sachverständiger des Nebenklägers Friedrich Karl Kaul im ersten Frankfurter Auschwitzprozess auf. In seinem historischen Gutachten analysierte Kuczynski die „Verflechtung sicherheitspolizeilicher und wirtschaftlicher Interessen bei der Errichtung und im Betrieb des KZ Auschwitz“ zwischen der I.G. Farbenindustrie und der SS. Kuczynski zeigte auf, dass die I.G. Farbenindustrie, die in Auschwitz-Monowitz seit 1941 das größte Buna- und Treibstoffwerk Europas errichtete, die SS-Lagerkommandantur finanziell und durch Baumaterialkontingente beim Ausbau des Konzentrationslagers förderte und im Gegenzug Häftlinge für den Werksausbau erhielt.
Am 28. Verhandlungstag, 19. März 1964, erschien Kuczynski vor dem Frankfurter Schwurgericht, um sein Gutachten vorzustellen. Da seine endgültige Ernennung zum Sachverständigen dem Gericht oblag, fand ein intensives Auswahl- und Vorstellungsgespräch statt, das vom Ergänzungsrichter, Landgerichtsrat Hummerich, geführt wurde. Da sich unzweifelhaft herausstellte, dass Kuczynskis wissenschaftliche Methode marxistisch-leninistisch bestimmt, er selbst Mitglied der SED und bekennender Kommunist war, nahm die Verteidigung dies zum Anlass, Kuczynski als Sachverständigen wegen Besorgnis der Befangenheit abzulehnen. Die sinngemäße Begründung des Verteidigers Laternser lautete, dass ein „von der Sowjetischen Besatzungszone bezahlter Professor“ den „Grundsätzen der kommunistischen SED“ verpflichtet sein müsse und schon deshalb nicht unabhängig sein könne; Unabhängigkeit sei jedoch eine Grundvoraussetzung für die Ernennung als Gerichtssachverständiger. Dieses Ablehnungsgesuch blieb nicht unwidersprochen, abgesehen von der Intervention Kauls stellten sich sowohl die Staatsanwaltschaft als auch ein anderer Verteidiger, Rechtsanwalt Schallock, gegen das Ablehnungsgesuch. Demnach sollte vor einem deutschen Gericht die Auswahl des Sachverständigen nicht nach vorheriger „Gesinnungsschnüffelei“ erfolgen, sondern allein aufgrund der fachlichen Eignung und der Qualität des Gutachtens. Das Schwurgericht schloss sich dieser Ansicht an und wies das Ablehnungsgesuch zurück. Kuczynski konnte daher sein Gutachten vorstellen. Dieses wies allerdings erhebliche inhaltliche Mängel auf, die Kuczynski einräumen musste: Er hatte bestimmte Aussagen ehemaliger Mitarbeiter der I.G. Farben wissentlich nicht aufgeführt und nicht verwertet, um zu seinen gutachterlichen Schlussfolgerungen zu gelangen. Nach Feststellung dieses Umstandes lehnte die Verteidigung – geschlossen – Kuczynski als Sachverständigen wegen Besorgnis der Befangenheit ab. Dieses zweite Ablehnungsgesuch war erfolgreich, und erst dann wurde Kuczynski wegen nachweislicher Fehler und mangelnder Unabhängigkeit als Sachverständiger entlassen.
Als 1968 emeritierter Professor konnte er sich in den 1980er Jahren erfolgreich als „Querdenker und fröhlicher Marxist“ insbesondere bei jüngeren Regierungskritikern darstellen. Ausgangspunkt dafür war sein 1983 erschienenes, damals viel gelesenes und für die damaligen Verhältnisse sehr kritisches Buch Dialog mit meinem Urenkel. Seine öffentlichen Vorträge waren sehr populär. Aufgrund seines „revolutionären Hochadels“ und hohen Alters besaß er zuletzt in der DDR eine gewisse Narrenfreiheit. Zuletzt war er im PDS-Ältestenrat aktiv und Kolumnist der Tageszeitung junge Welt.

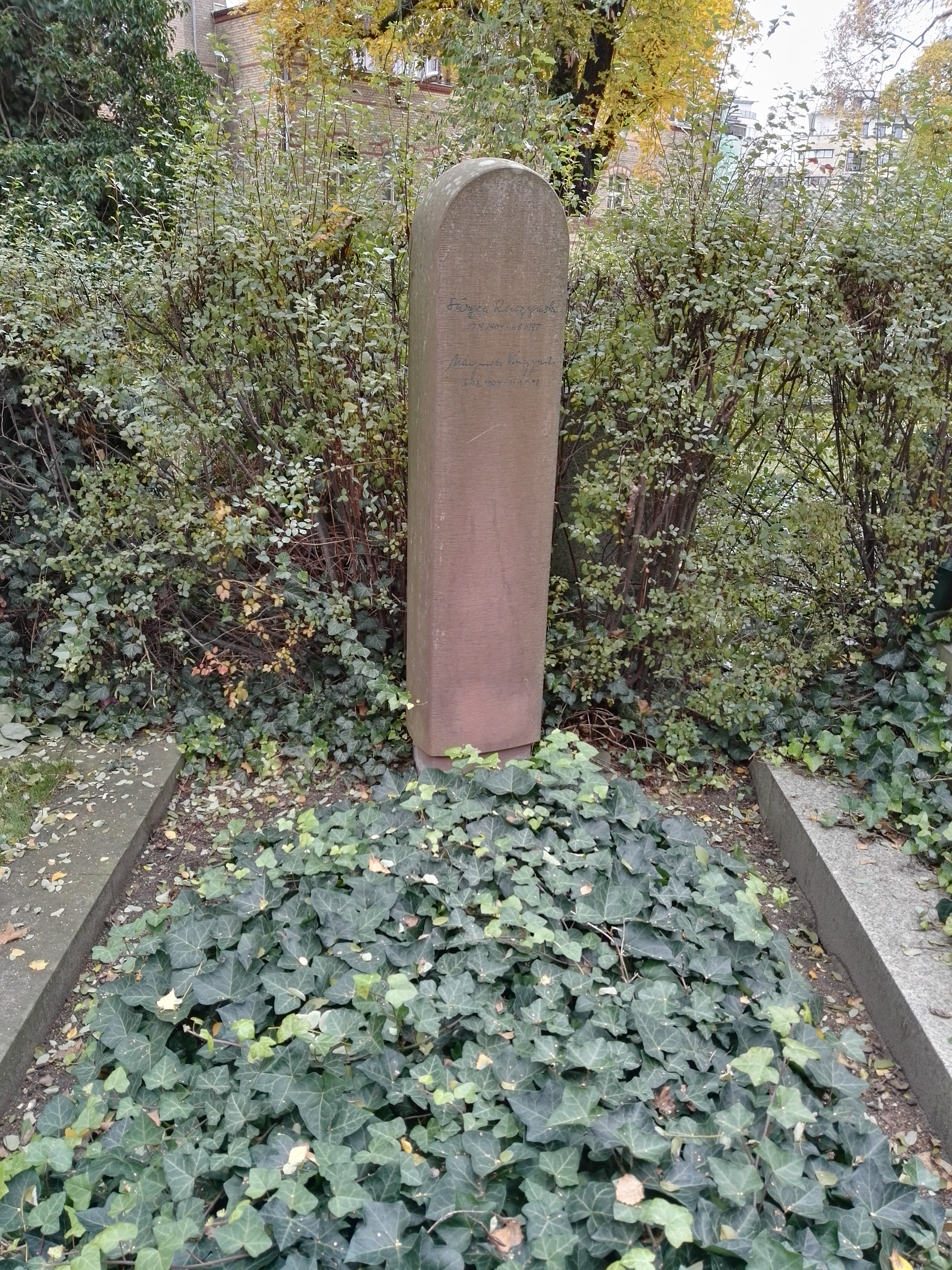
Grabstätte des Ehepaars Kuczynski

Kuczynski hatte ein enges persönliches Verhältnis zu Erich Honecker. Er verfasste für dessen Reden die Passagen über die „Wirtschaftslage in der Welt des Kapitals“. Honecker „war mein Sprachrohr und mein Briefträger zum ND“, beschrieb Kuczynski die Beziehung zwischen beiden.
1976 stiftete er zusammen mit seiner Frau Marguerite den René-Kuczynski-Preis für hervorragende Arbeiten auf dem Gebiet der internationalen Wirtschafts- und Sozialgeschichte, benannt nach seinem Vater.
Er besaß mit ca. 70.000 Bänden eine der größten und wertvollsten Privatbibliotheken. Diese wurde 2003 von der Zentral- und Landesbibliothek Berlin übernommen.
Kuczynski hatte zusammen mit seiner Frau, der Wirtschaftswissenschaftlerin und Übersetzerin Marguerite Kuczynski drei Kinder – Thomas (wie sein Vater Hochschullehrer und Wirtschaftshistoriker), Peter (lange Jahre Amerikanist an der Martin-Luther-Universität Halle-Wittenberg) und Madeleine. Jürgen Kuczynski ist auf dem Friedhof der Dorotheenstädtischen und Friedrichswerderschen Gemeinden in Berlin bestattet.

## Haltung zum Stalinismus

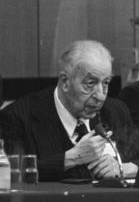
Jürgen Kuczynski 1981

1952 lobte Kuczynski in panegyrischer Absicht offen Stalins Sprache und Haltung. Als Synonym des Stalinismus verwendete er oft den Begriff Stalinzeit. Er verstand darunter die Gesamtheit der geistigen und realen Geschehnisse während der Stalinschen Herrschaft, und zwar ausdrücklich sowohl die positiven wie auch die negativen Auswirkungen. Die Verurteilung Stalins 1956 und die anschließende Negierung Stalins lehnte er als „Fortsetzung des Stalinismus“ ab. Es sei nicht zu akzeptieren, Stalin nicht mehr zu erwähnen, nachdem er in Ungnade gefallen war. Kuczynski sah zwei große Leistungen Stalins: Er habe die Industrialisierung mit dem Aufbau einer Schwerindustrie im bäuerlichen Russland realisiert und damit eine der Voraussetzungen des Sieges über das Deutsche Reich geschaffen. Außerdem habe er das Vertrauen des sowjetischen Volkes besessen. Die Verehrung seiner Person und seine Reden gaben dem Volk und den Soldaten moralische und Kampfeskraft, postulierte Kuczynski. Kritisch bemerkte er, dass Stalin dieses Vertrauen missbraucht habe, indem er seine Diktatur brutal durchsetzte. Seine laut Kuczynski unzweifelhaft vorhandenen propagandistischen Fähigkeiten setzte Stalin ein, um Dogmen zu etablieren und echten „wissenschaftlichen“ Meinungsstreit abzutöten.
Persönlich war Kuczynski in Stalins Säuberungen insoweit verwickelt, als er Hermann Duncker, nach der Verhaftung von dessen Sohn Wolfgang, „überzeugen musste“, dass die „Sowjetjustiz auch hier keine Fehler mache“. Seiner Darstellung zufolge hat er darunter gelitten, die Fehlerlosigkeit der Politik Stalins wider besseres Wissen zu unterstreichen.

## Auszeichnungen und Ehrungen
- 1949 und 1974 Nationalpreis
- 1964 Banner der Arbeit
- 1969 Karl-Marx-Orden

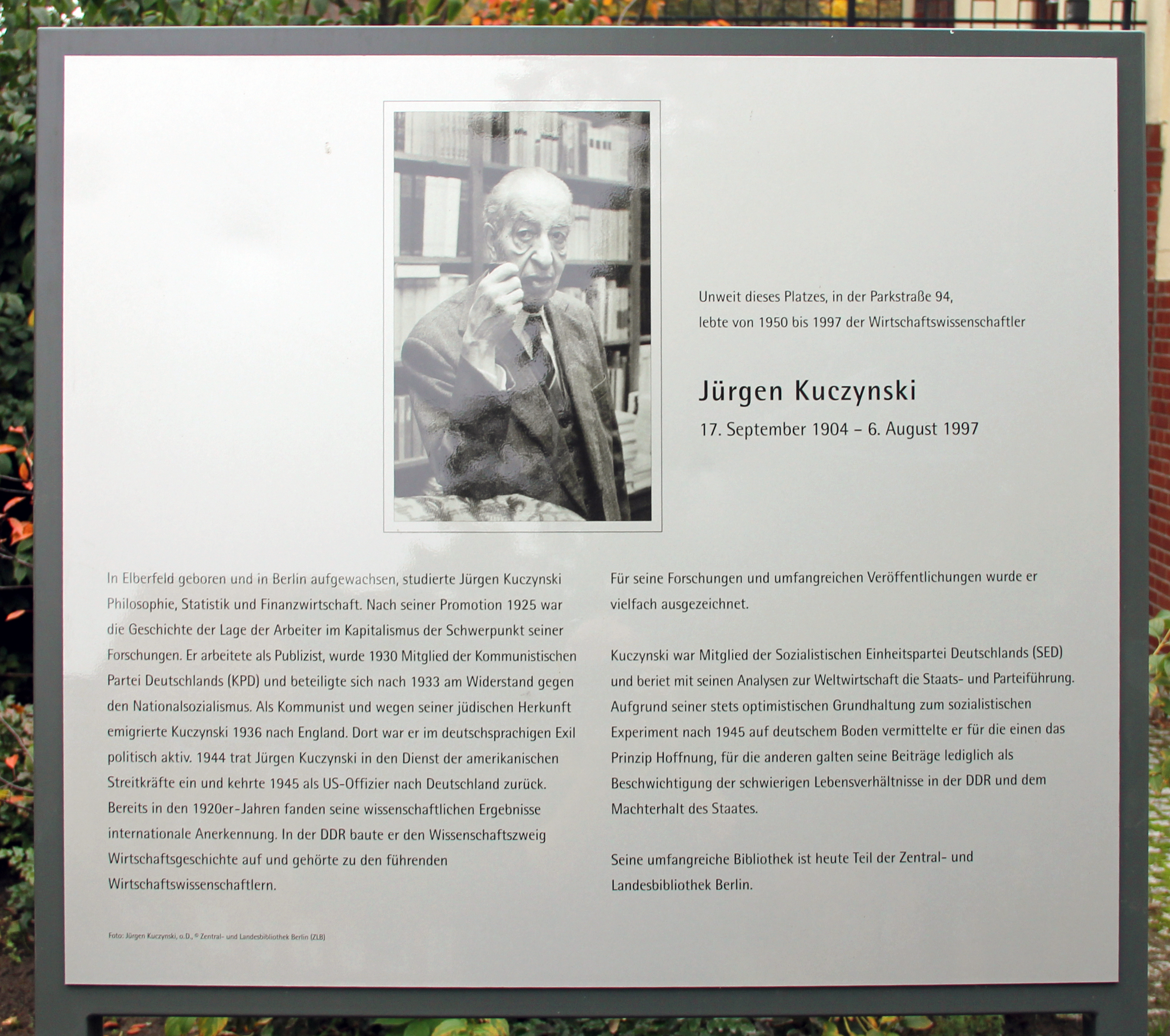
Gedenktafel im Jürgen-Kuczynski-Park, Berlin-Weißensee

- 1974 Ehrendoktor der Technischen Universität Dresden[16]
- 1976 Wahl zum auswärtigen Mitglied der Akademie der Wissenschaften der UdSSR[17]
- 1979 Stern der Völkerfreundschaft
- 1984 Vaterländischer Verdienstorden
- 1989 Ehrenspange zum Vaterländischen Verdienstorden

Die Figur des Jochen Londoner in Uwe Tellkamps Roman Der Turm (2004) wurde als Anspielung auf Kuczynski gedeutet.
2015 wurde eine unbenannte Grünfläche in der Nähe der Parkstraße in Berlin-Weißensee, seinem Wohnort seit Ende der 1950er Jahre bis zu seinem Tod, in Jürgen-Kuczynski-Park benannt.
Am 14. Oktober 2017 wurde in Wuppertal eine Gedenktafel vor seinem Geburtshaus enthüllt.

## Veröffentlichungen (Auswahl)
Von Jürgen Kuczynski stammen über 4100 Veröffentlichungen, die er zum Teil gemeinsam mit anderen Autoren schrieb. Davon sind nach eigener Aussage „etwa 100 Bücher oder stärkere Broschüren“; die sechzig wichtigsten davon listet Mario Keßler (vgl. Link unten) auf.
Wissenschaftliche Hauptwerke
- Geschichte der Lage der Arbeiter unter dem Kapitalismus (40 Bände).
- Studien zur Geschichte der Gesellschaftswissenschaften (10 Bände).
- Geschichte des Alltags des deutschen Volkes (5 Bände). ISBN 3-89438-191-4.

Andere Werke u. a.:
- Memoiren. Die Erziehung des J. K. zum Kommunisten und Wissenschaftler. Berlin und Weimar 1973.
- Dialog mit meinem Urenkel. 19 Briefe und ein Tagebuch. Berlin 1983 (8. Auflage, 1987: archive.org). 1996 erneut erschienen; schwarze Marginalkennzeichnungen verdeutlichen in dieser Ausgabe die von der DDR-Zensur entfernten Stellen.
- Ein linientreuer Dissident. Memoiren 1945–1989. Berlin 1992.
- Ein hoffnungsloser Fall von Optimismus? Memoiren 1989–1994. Berlin 1994.
- Fortgesetzter Dialog mit meinem Urenkel: Fünfzig Fragen an einen unverbesserlichen Urgroßvater. Berlin 1996.
- Ein treuer Rebell. Memoiren 1994–1997. Berlin 1998.

Er war regelmäßiger Autor der Wochenzeitung Die Weltbühne.

## Film
- Thomas Grimm Filmdokumentation: Die Sammlung Kuczynski  – Zentral- und Landesbibliothek Berlin, rbb Fernsehen, 45 min. 2005